# Trypanidius nocturnus
Trypanidius nocturnus är en skalbaggsart som beskrevs av Fisher 1942. Trypanidius nocturnus ingår i släktet Trypanidius och familjen långhorningar.
Artens utbredningsområde är Kuba. Inga underarter finns listade i Catalogue of Life.